# 프리 나우
프리 나우(Free Now)는 독일의 교통 서비스 기업이다. 전신인 마이택시는 처음에는 2009년 순수 택시 앱으로 설립되었으며 2019년 2월부터 다임러 모빌리티와 BMW 간의 새로운 모빌리티 합작 투자의 일부가 되어 프리 나우가 되었다.
프리 나우 앱은 승객과 택시 운전사를 직접 연결한다. 프리 나우는 유럽 전역에 걸쳐 100,000명 이상의 운전자가 있는 100개 이상의 도시에서 운영되고 있다. 이 회사는 유럽 시장의 선두주자로 여겨지고 있다.